# Anders Gustaf Thitz
Anders Gustaf Thitz (Thietz), född 1767 i Härnösand, död 4 december 1828 i Lovisa, var en svensk-finländsk målare och silhuettklippare.
Han gifte sig första gången 1791 i Helsingfors med Sofia Christina Stichaeus och andra gången 1828 med Sofia Cajander. Efter att han lämnat Härnösand var han bosatt i Helsingfors 1795–1800 och därefter i Lovisa. Bland hans arbeten märks dekorationsmålningen av predikstolen i Pyttis kyrka. Hans konst består av målningar med varierade motiv och silhuettklipp och silhuetter för klackringar. Far till Charlotte Thitz.